# 杜菲夫山脈
64°52′S 63°28′W / 64.867°S 63.467°W
杜菲夫山脈（英語：Sierra DuFief）是南極洲的山脈，位於帕默群島的溫克島南部，全長7公里，海拔高度1,415米，由比利時的探險隊發現，現時由南極條約體系管理。